# Marvel Rivals
Marvel Rivals (кит.: 漫威争锋; піньїнь: Mànwēi Zhēngfēng; укр. Супротивники з Marvel) —  багатокористувацька командна гра у жанрі геройського шутера від третьої особи, розроблена китайською компанією NetEase Games, та видана у співпраці з Marvel Games. Гра була випущена для PlayStation 5, Windows і Xbox Series X/S 6 грудня 2024 року. У гру можна грати безкоштовно. Станом на 1 квітня 2025 року, можна грати набором із 37 персонажів Marvel Comics та наявна крос-гра на всіх підтримуваних платформах.

## Геймплей
Marvel Rivals — це 6 на 6, гравець проти гравця, геройський шутер від третьої особи. Завдяки правильному поєднанню двох або трьох персонажів гравці можуть використовувати «Dynamic Hero Synergy», що ще більше підвищує бойову ефективність їх персонажа. У грі також є руйнівне середовище, що дозволяє гравцям змінювати поле бою (під наглядом Ґалакти) на свою користь.

### Режими
У грі чотири режими:
- Конвой – командам випадковим чином призначається напад або захист. Завданням наступаючої команди є супроводження воза або рухомого об'єкта по карті, захопивши його, тоді як захисники повинні зупинити об'єкт, ліквідувавши напад і захопивши його знову. Якщо наступаюча команда супроводжує колону до кінця мапи за встановлений час, вона перемагає. Коли нападники захоплюють об'єкт, він починає рухатися вперед без необхідності для відповідної команди стояти біля нього, в разі чого він рухається з більшою швидкістю. Після того, як захисник повертає транспортний засіб, він починає рухатися назад, якщо ніхто з нападників не стоїть біля його позначеної зони.
- Домінування – обидві команди атакують одну точку на одній із кількох маленьких карт. Той, хто захопить точку, повинен утримувати її, поки вона не досягне 100%. Той, хто захопить очко, стане лідером. Потім режим перейде до іншої невеликої карти та повторить ціль. Виграє команда, яка першою набере два здобути очки.
- Конвергенція – командам випадковим чином призначається напад або захист. Як напад мета полягає в тому, щоб атакувати першу контрольну точку на карті та захистити її, стоячи всередині. Що стосується захисту, мета полягає в тому, щоб досягти точки першим і усунути будь-яких нападників, які намагаються проникнути. Якщо нападник вчасно захопить контрольну точку, вони перемістяться по карті до наступної контрольної точки. Якщо наступальна команда встигне захопити три контрольні точки, вона виграє.
- Завоювання – гравці діляться на дві команди. Усунення будь-якого героя призведе до падіння очок на землі, які може забрати команда суперника. Гра закінчується, коли одна команда отримує 50 очок раніше за іншу або коли закінчується таймер. Команда, яка набере найбільшу кількість балів до того, як досягне нуля, є переможцем. Коли гра закінчується внічию, командам дається ще один шанс набрати ще одне очко.

Швидкі матчі – це ігри без рейтингу, де гравці можуть грати в трьох режимах: Домінування, Конвой і Конвергенція. Домінування — це єдиний неконкурентний режим, який містить кілька раундів.

### Ігрові персонажі
Станом на січень 2025 року було офіційно анонсовано 37 ігрових персонажів. Ґуанюнь Чен, креативний директор гри, сказав, що вони хотіли б мати список персонажів, починаючи від менш відомих персонажів і закінчуючи улюбленцями фанатів, і сказав про процес розробки: «Коли справа доходить до розробки персонажів у нашій грі, ми зазвичай дуже глибоко занурюємося в передісторію та особистість кожного персонажа Marvel, тож ігрові механіки та навички кожного персонажа дійсно створені для того, щоб відобразити те, ким є ці герої в коміксах насправді».
Ігрові персонажі поділяються на три основні ролі: Авангард, Дуелянт і Стратег. Герої авангарду мають великий запас здоров’я та пом’якшувальні здібності, щоб підвищити їхню живучість. Герої-дуелянти створені для нанесення максимальної шкоди та безпечних вбивств. Герої-стратеги можуть допомагати і підтримувати своїх товаришів по команді, зцілюючи, збільшуючи шкоду та інші корисні здібності. Кожен персонаж має набір активних і пасивних навичок, заснованих на персонажах коміксів, а також первинну атаку. Активні навички після використання зазвичай мають короткий таймер відновлення, перш ніж їх можна використовувати знову. Крім того, кожен персонаж має унікальну кінцеву здатність, яка вимагає від гравця чекати, поки лічильник остаточного заряду з’явиться з часом або під час бою. Унікальною для Rivals є ідея тім-апів, де певні персонажі в парі з іншими можуть надати додаткову активну або пасивну здатність; наприклад, якщо Росомаха та Галк вибрані в одну команду, Галк може кинути Росомаху ворогам як «м’яч».
Поточний список ігрових персонажів у грі наразі включає:
| Авангард - Брюс Беннер / Галк - Капітан Америка - Доктор Стрендж - Ґрут - Маґнето - Пені Паркер - Тор - Веном - Істота                      | Дуелянти\| - Чорна пантера - Чорна вдова - Соколине Око - Гела - Залізний кулак - Залізна людина - Меджик - Містер Фантастик - Місячний лицар - Неймор \| - Псайлок - Каратель - Багряна відьма - Людина-павук - Дівчина-білка - Зоряний лицар - Шторм - Бакі Барнс — Зимовий солдат - Росомаха - Людина-смолоскип \| | Стратеги - Адам Ворлок - Плащ і кинджал - Невидима леді - Джефф — сухопутна акула - Локі - Луна Снов - Мантис - Єнот Ракета |
| - Чорна пантера - Чорна вдова - Соколине Око - Гела - Залізний кулак - Залізна людина - Меджик - Містер Фантастик - Місячний лицар - Неймор | - Псайлок - Каратель - Багряна відьма - Людина-павук - Дівчина-білка - Зоряний лицар - Шторм - Бакі Барнс — Зимовий солдат - Росомаха - Людина-смолоскип | |

### Сезонний контент
Новий контент буде додаватися до Marvel Rivels через сезонні оновлення контенту, які можуть включати нових героїв та мапи. Кожен сезон матиме бойовий пропуск, який можна буде придбати, що включає косметичні предмети (такі як скіни персонажів, спреї та банери гравців), які гравець може придбати за Юніти - внутрішню ігрову валюту, зароблену в матчах і виконанні щоденних, щотижневих і сезонних завдань. Після того, як гравець придбає бойовий абонемент на сезон, його термін дії не закінчується, що дозволяє гравцеві отримувати нагороди протягом інших сезонів. Інший косметичний контент доступний в ігровому сюжеті за допомогою Lattice, преміум-валюти, яку можна придбати лише за реальні гроші. 
| Сезон | Початок       | Кінець               | Тема |
| ----- | ------------- | -------------------- | --- |
| 0     | 6 грудня 2024 | 9 січня 2025         | Chronovium — Скорочений сезон для запуску гри                                                                                            |
| 1     | 10 січня 2025 | Середина квітня 2025 | Eternal Night Falls — представлено Фантастичну четвірку — Містера Фантастика, Жінку-невидимку, Людину-факел і Штуку — як ігрових героїв. |

## Сюжет
Історія розповідає про ворожу зустріч між Доктором Думом і його героїчним колегою з 2099 року, яка спричиняє «заплутування потоку часу», що призводить до створення нових світів, а герої та лиходії з усього мультивсесвіту борються один з одним, щоб перемогти обидва варіанти Дума, перш ніж один з них здобуде перемогу над новими світами.

## Розроблення
Marvel Games співпрацювала з NetEase Games, яка також розробила дві ігри Marvel до Marvel Rivals: Marvel Super War (2019) і Marvel Duel (2020)
Візуальні елементи гри поєднують східні та західні стилі мистецтва. Дизайн персонажів гри демонструє це злиття, оскільки костюм і здібності кожного героя чи лиходія унікально адаптовані до напрямку мистецтва.
Однією з проблем, пов’язаних із розробкою ігрової механіки, було вловити суть кожного героя, забезпечуючи при цьому збалансовану командну динаміку. Команда дизайнерів витратила час на те, щоб жоден герой чи лиходій не домінував у ігровому процесі, дозволяючи гравцям експериментувати з різними стратегіями, залишаючись при цьому вірними оригінальним персонажам Marvel.

## Випуск і маркетинг
Marvel Games вперше анонсувала гру через трейлер, випущений 27 березня 2024 року.

### Ігрові тести
У Marvel Rivals був закритий альфа-тест, доступний для гравців, який тривав десять днів, з 10 по 20 травня 2024 року. Гравці могли отримувати постійні нагороди, які можна було перенести до остаточного випуску гри через ігровий процес. Нагородами були ексклюзивний титул альфа-тестера та ігровий скін для Багряної відьми, обидва здобуті за спеціальну бойову перепустку. Додатковими постійними винагородами були титул «Dawn of Legends», отриманий за місце в 32 найкращих в однойменному альфа-турнірі гри, і внутрішньоігровий спрей, отриманий за гру з/проти розробника гри під час ігрового тесту.
NetEase отримала негативну реакцію під час альфа-тестування, коли стример Брендон Ларнед у соціальних мережах розкритикував компанію за те, що вона включила до контракту з творцями контенту, які мали доступ до альфа-тестування, пункт про недискредитацію, який забороняв у рецензіях говорити щось негативне про гру. Після суперечки NetEase вибачилася і заявила, що перегляне свій контракт, щоб зробити його більш дружнім до творців.
Закритий бета-тест Marvel Rivals проходив з 23 липня по 5 серпня 2024 року як для консолей, так і для ПК.

### Вихід
У гру Marvel Rivals можна грати безкоштовно з першого випуску. Хоча гру планували випустити для Windows через Steam і Epic Games, компанія NetEase Games заявила, що вивчає можливі випуски на інших платформах. Під час проведення Sony State of Play у травні було оголошено, що гра також буде випущена для PlayStation 5 і Xbox Series X/S, а також її майбутній бета-тест. 16 листопада 2024 року було підтверджено, що в Marvel Rivals є можливість вибору озвучення англійською, японською або мандаринською мовами на дату запуску.
Marvel Rivals вийшов 6 грудня 2024 року. Режисер гри Таддеус Сассер заявив, що існує вартість перемикання, коли гравці, які інвестують в одну гру, менш охоче переходять в інші ігри; він протиставив успіх Marvel Rivals комерційному провалу героїчного шутера Concord, що вийшов того ж року, пояснюючи низькі показники останнього тим, що він не надавав унікальної цінності для подолання цього міркування.  
Захід Winter Celebration стартував у грі 20 грудня 2024 року; він містить новий ігровий режим, подібний до серії Nintendo Splatoon, де всі гравці грають за Джеффа Сухопутну акулу.

### В’язка медіа
Marvel Rivals Infinity Comic (2024) — цифрова лімітована серія з шести випусків письменника Пола Аллора та художника Луки Кларетті; він був опублікований Marvel Comics як частина їхньої програми Infinity Comics на Marvel Unlimited. Новий ігровий режим, натхненний Marvel Rivals, також додано до настільної рольової гри Marvel Multiverse. Крім того, Дум 2099 з гри було додано як скін у онлайн-грі Fortnite: Battle Royale.

## Відгуки
| Агрегатор   | Оцінка |
| ----------- | --- |
| Метакритика | <abbr title="<nowiki>Windows</nowiki>">ПК : 76/100 <abbr title="<nowiki>PlayStation 5</nowiki>">PS5 : 77/100 |

| Публікація        | Оцінка |
| ----------------- | ------ |
| Цифрові тенденції | 4/5    |
| GamesRadar+       | 2,5/5  |
| IGN               | 8/10   |
| ПК-гравець (США)  | 73/100 |
| TechRadar         | 4/5    |

Marvel Rivals отримала «загалом схвальні» відгуки від критиків за версії для ПК і PlayStation 5, згідно з вебсайтом агрегатора оглядів Metacritic.
Marvel Rivals охопили 10 мільйонів гравців по всьому світу протягом 72 годин. Крім того, 8 грудня 2024 року кількість одночасних гравців у Steam досягла 480 990 осіб. Як було оголошено 17 грудня, кількість гравців перевищила 20 мільйонів. Протягом першого місяця гра зберігала більшість гравців у грі. Китайський дослідницький сайт ігрової індустрії GameLook оцінив дохід приблизно в 135 мільйонів доларів на всіх платформах за цей період.
Marvel Rivals отримала високу оцінку за свою модель монетизації, яка не передбачає елементів оплати за перемогу (всі елементи гри, такі як герої, є безкоштовними) та часових обмежень на проходження боїв.
Згадка Game Rant про запровадження функції «голосування за капітуляцію» в Rivals викликала дискусії в спільноті гравців. Ця функція дозволяє командам достроково завершувати матчі, якщо більшість з них з цим згодні. Прихильники стверджували, що це допомагає уникнути прикрих, програшних ситуацій, особливо під час проблем зі зв'язком або незбалансованих матчів. Критики, однак, побоювалися, що це може сприяти формуванню поразницького настрою і порушити командну динаміку, що потенційно може призвести до зростання негативу і передчасного завершення матчів.
Коли стартував перший сезон Marvel Rivals, гра досягла 644 269 одночасних гравців у Steam, що зробило її 14-ю за цим показником серед ігор усіх часів.

### Нагороди
Marvel Rivals була номінована на премію D.I.C.E. у категорії «Онлайн-гра року».

### Цензура
Після релізу продовжилася дискусія про цензуру суперечливих термінів у грі. Зокрема, цензура «Вінні-Пуха» викликала припущення, що китайський розробник NetEase заблокував цю фразу через цензуру Вінні-Пуха в Китаї. Інші фрази заборонені в Китаї, які заборонено використовувати в іграх, включають: «1989», «Площа Тяньаньмень» і «Вільний Тайвань». Цензура поширюється не лише на контент, характерний для Китаю, а також обмежує такі слова, як «ІДІЛ» і «Гітлер». Спроба використати ці заборонені повідомлення в ігровому чаті призведе до появи повідомлення: «Текст містить неприйнятний вміст».